# اوکرووهلا (ناحیه بلانسکو)
اوکرووهلا (به چکی: Okrouhlá) یک منطقهٔ مسکونی در جمهوری چک است که در ناحیه بلانسکو واقع شده‌است. اوکرووهلا ۶٫۶۹ کیلومتر مربع مساحت و ۵۳۲ نفر جمعیت دارد و ۵۹۷ متر بالاتر از سطح دریا واقع شده‌است.